# José Joaquim de Lima e Silva

Armas do visconde de Majé, nas quais figuram as armas das famílias Silva, Coutinho, Lima, Brandão, Soromenho e Ferreira.

José Joaquim de Lima e Silva, primeiro e único visconde de Majé, (Rio de Janeiro, 26 de julho de 1787 — Rio de Janeiro, 24 de agosto de 1855) foi um militar e político brasileiro. Por um breve período, em 1823, foi presidente da então província da Bahia.

## Biografia
Descendente de ilustre família de militares que posteriormente alcançaria o status de nobreza no Brasil, era filho do marechal-de-campo José Joaquim de Lima e Silva, comendador da Ordem de Avis, e de Joana Maria da Fonseca Costa; neto paterno do sargento-mor de infantaria João da Silva da Fonseca Lima e de Isabel Maria Josefa Brandão Ivo – que, segundo pesquisas, era descendente de um irmão de Santo Ivo, canonizado pelo Papa Clemente VII no ano de 1348, membro de uma das primeiras famílias da Bretanha, em França[carece de fontes?]. Era, portanto, irmão do barão de Barra Grande e tio do Duque de Caxias.
José Joaquim tomou parte nas lutas da Guerra da Independência do Brasil, na Província da Bahia, onde lançou uma proclamação às tropas portuguesas sob o comando do Governador das Armas, Inácio Luís Madeira de Melo. em 1823, D. Pedro I determinou que o comandante José Joaquim fosse à Bahia para auxílio nas forças do general de origem francesa Pedro Labatut que lutavam pela independência contra tropas portuguesas.
Assim que chegou ao estado, em março de 1823, recebeu o Comandante-em-chefe do Exército brasileiro lhe delega o comando de uma brigada (havia três) para o ataque contra as tropas portuguesas estabelecidas em Salvador e comandadas por Madeira de Melo. Uma conspiração encabeçada pelo coronel Felisberto Gomes Caldeira para tirar Pedro Labatut do comando do exército, fez com que este ordenasse a prisão do militar rebelde, assim como desse a ordem que José Joaquim de Lima e Silva avançasse contra a 3ª Brigada, que havia se voltado contra o batalhão após o encarceramento de seu líder. Duvidoso sobre o comando de Labatut, José Joaquim, então, reuniu os oficiais de sua Brigada, assim como o Tenente Coronel Barros Falcão e seus oficiais, para ponderar sobre a ordem. Eles perceberam que se seguissem o comando de Labatut, uma Guerra Civil poderia ser iniciada e, então, tomaram três importantes decisões: recusar a ordem, depor Pedro Labatut e libertar Felisberto Gomes Caldeira.
O Coronel José Joaquim de Lima e Silva, aos 35 anos, foi nomeado pelo Conselho do Governo Interino da Província como Comandante-em-chefe do Exército no lugar de Labatut. O novo comandante reorganizou suas tropas, que passaram a ser constituídas por um estado-maior, duas divisões e quatro brigadas. "Nomeou para o estado-maior o tenente-coronel Antonio Maria da Silva Torres, com a posição de ajudante-geral, e o coronel Antero José Ferreira de Brito, com a de quartel-mestre geral. Os comandos das duas Divisões ficaram com o tenente-coronel José de Barros Falcão Lacerda a 1a Divisão, e o coronel Felisberto Gomes Caldeira, a 2a Divisão. O comando da 1a Brigada coube ao major Manoel de Lima e Silva, o da 2a ao major Tomás Pereira de Melo, o da 3a ao major José Leite Pacheco, e 4a ao coronel Joaquim Francisco das Chagas". No começo de junho, Lima e Silva ordenou ataque da segunda unidade de suas tropas contra as trincheiras portuguesas, que bloqueou por terra a eles. O britânico com o comando da marinha, Lord Cochrane, cercou por água. O exército lusitano, sob o comando do general Madeira de Melo e com suprimentos esgotados, acabou por render-se.
Em nota de agradecimento, a Assembleia Geral Constituinte e Legislativa do Império do Brasil escreve: "Propõe que a Assembléia faça constar ao Comandante-em-Chefe do Exército Pacificador da Província da Bahia, José Joaquim de Lima e Silva, que o seu ofício, em que participa achar-se aquela praça livre de seus opressores, foi recebido com especial agrado, encarregando-o de cumprimentar o valoroso Exército pela completa restauração da Bahia. Propõe, ainda, que o mesmo se faça constar ao Governo daquela Província, que se acha instalado na Vila de Cachoeira".
Em 02 de julho de 1923 - dia que marca a Independência da Bahia -, Lima e Silva e o Exército Libertador entram na cidade de Salvador e são recebidos com festa pela população. A data até hoje é comemorada no estado da Bahia. Em Salvador, a estrada por onde marcharam as tropas libertadoras passou ser chamada de “estrada da liberdade” e anos mais tarde foi nomeada Avenida Lima e Silva.
No ano seguinte, o Comandante Lima e Silva é nomeado ajudante de campo do imperador. Em 1831 torna-se Comandante de Armas e em 1932 volta ao Rio de Janeiro, onde torna-se presidente do Conselho Supremo Militar da Justiça. Em 1842 é nomeado conselheiro de Estado, em 1845 secretário da guerra. O título de Visconde de Magé acontece no dia 02 de dezembro de 1854 via decreto do Imperador D. Pedro II.

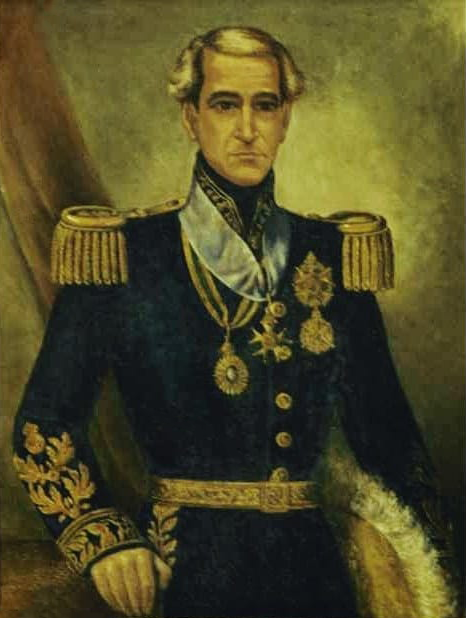
General José Joaquim de Lima e Silva, primeiro e único Visconde de Majé.

### Família
Antes do primeiro casamento, quando ainda era solteiro, teve Maria Magdalena de Lima e Silva (1809 - 1890).
Casou-se com Maria Eulália Lima Fonseca no Rio de Janeiro, no dia 05 de outubro de 1825, com quem teve seis filhos: Maria Joaquina de Lima e Silva (1821 - ?); Maria José de Lima e Silva (1828 - ?); José Joaquim de Lima e Silva Neto (1831 - 1880); Francisco de Lima e Silva Sobrinho (1835 – 1903), Maria Eulália de Lima e Silva (1841 - 1870) e Maria Amália de Lima e Silva (1843 - 1887).

#### Irmãos
José Joaquim teve doze irmãos: Francisco de Lima e Silva (Regente do Império e casado com Mariana Cândida de Oliveira Bello) Anna Victoria Xavier de Lima; Maria Joanna de Lima (casada com Coronel Carlos Cesar Francisco Burlamaqui), Joanna Maria de Lima, José Luiz de Lima e Silva, Marianna Emília de Lima, Manuel da Fonseca de Lima e Silva (Barão de Suruí e casado com Carlotta Guilhermina de Lima e Silva), Thereza Camilla de Lima, Antônio de Lima e Silva, Maria de Lima, General João Manoel de Lima e Silva (1º General dos Farrapos e casado Maria Joaquina de Almeida Côrte Real) e Marechal Luiz Manoel de Lima e Silva.
Dentre os que mais se destacaram, Francisco de Lima e Silva, chegou às posições de presidente da Província de Pernambuco (1824–1825), senador do Império do Brasil (1827–1853),  membro, juntamente com os senadores Nicolau Pereira de Campos Vergueiro e José Joaquim Carneiro de Campos, da Regência Trina Provisória (1831) e, posteriormente, da Regência Trina Permanente (1831 – 1834), acompanhado dos deputados José da Costa Carvalho da Bahia e João Bráulio Moniz do Maranhão. O fato de ter desempenhado o cargo duas vezes, rendeu a Francisco o apelido de de Chico Regência.
Seu outro irmão, Manuel da Fonseca de Lima e Silva, barão de Suruí e tio do Duque de Caxias, combateu diversas revoltas populares, até que, em 1931, foi nomeado Ministro da Guerra (1831; 1835; 1836), Ministro da Justiça (1932) e Ministro do Império (1936). Foi também deputado provincial no Rio de Janeiro e presidente da província de São Paulo (1844-1847).
João Manuel de Lima e Silva (1805 — 1837), foi o primeiro general dos Farrapos na Revolução Farroupilha.
O Marechal Luiz Manoel de Lima e Silva, foi autor de Guerra com as Províncias Unidas do Rio da Prata, comandante da Guarda Nacional e da Santa Casa de Misericórdia de Porto Alegre.